# Tytthocope cariacensis
Tytthocope cariacensis är en kräftdjursart som först beskrevs av Paul och Menzies 1971.  Tytthocope cariacensis ingår i släktet Tytthocope och familjen Munnopsidae. Inga underarter finns listade i Catalogue of Life.